# Franz Spilauer
Franz Spilauer (* 23. Januar 1955 in Rohrendorf bei Krems) ist ein ehemaliger österreichischer Radrennfahrer.

## Sportliche Laufbahn
1978 hatte Spilauer einen ersten bedeutenden Erfolg mit dem Sieg in der Burgenland-Rundfahrt. Für die österreichische Nationalmannschaft bestritt er die Polen-Rundfahrt 1980 (55. Platz) und den Grand Prix François Faber 1983. Das Etappenrennen Uniqa Classic gewann er 1984 vor Erich Jagsch. Er gewann dabei eine Etappe. Achtmal war er in der Österreich-Rundfahrt am Start. Seine beste Gesamtplatzierung war der 22. Rang 1983. In jenem Jahr gewann er auch eine Etappe der Rundfahrt. Spilauer startete zwischen 1978 und 1983 viermal bei den Straßenradsport-Weltmeisterschaften und nahm 1980 an den Olympischen Sommerspielen in Moskau teil.
Im Jahr 1987 erreichte er als erster Europäer das Ziel beim Race Across America (RAAM) und belegte den dritten Platz. Im Jahr darauf kam er besser vorbereitet und ausgerüstet zurück und gewann als erster Nicht-Amerikaner mit einer Zeit von 9 Tagen, 7 Stunden und 9 Minuten und einem Vorsprung von über 8 Stunden auf den Zweiten.

## Beruf
Spilauer erlernte den Beruf eines Fernsehtechnikers und übte diesen auch während seiner Karriere als Radamateur aus. Danach widmete er sich dem Großhandel mit Fahrradzubehör, organisierte Radreisen in den USA und war Vortragender und Buchautor.